# Роберт Еґґерс
Роберт Ніл Еґґерс (англ. Robert Neil Eggers, нар. 7 липня 1983 р.) — американський кінорежисер, сценарист та художник-постановник. Найбільш відомий фільмами жахів «Відьма» (2015), «Маяк» (2019) та «Носферату» (2024). Еґґерс розпочав кар'єру дизайнера та режисера театральних постановок у Нью-Йорку до того, як перейшов до роботи у кіно.

## Особисте життя
Роберт виріс у Лі, Нью-Гемпшир. Батьки — Келлі та Уолтер, брати — Макс та Сем. Переїхав до Нью-Йорка в 2001 році, де відвідував акторську консерваторію.
Одружений з Олександрою Шейкер, клінічним психологом. Подружжя виховує сина.

## Кар'єра
У 2015 році Еґґерс дебютував у режисерській ролі з фільмом жахів «Відьма» за власним сценарієм. Прем'єра фільму відбулася на кінофестивалі Sundance 2015 27 січня 2015 року. A24 придбала та випустила фільм 19 лютого 2016 року. Критики оцінили роботу здебільшого позитивно. Його наступний фільм жахів «Маяк» (2019) також отримав високу оцінку. Еґґерс режисував фільм та писав сценарій разом зі своїм братом Максом Еґґерсом.
У 2022 році вийшов третій фільм «Варяг».
У липні 2015 року повідомлялося, що Еггерс напише сценарій і зрежисує ремейк німого фільму 1922 року «Носферату», заснованого на міфології про Дракулу. Зрештою Еггерс вирішив відкласти свою версію фільму, спершу знявши «Маяк» і «Варяг». Аня Тейлор-Джой і Гаррі Стайлс доєдналися до акторського складу, але пізніше обидва покинули проєкт. У вересні 2022 року повідомлялося, що головні ролі у фільмі зіграють Білл Скашгорд та Лілі-Роуз Депп. «Носферату» став четвертим повнометражним фільмом Еґґерса.
Також у розробці перебував міні-серіал, заснований на житті Григорія Распутіна. Проте після початку повномасштабного вторгнення Росії в Україну проєкт був скасований.
У січні 2025 року стало відомо, що Еґґерс стане режисером фільму жахів про перевертнів «Werwulf», дія якого розгортається в Англії 13-го століття. Реліз фільму в Північній Америці запланований на Різдво 2026 року.

## Фільмографія

### Головні роботи
| Рік  | Назва     | Режисер | Сценарист | Продюсер | Примітка                   |
| ---- | --------- | ------- | --------- | -------- | -------------------------- |
| 2015 | Відьма    | Так     | Так       | Ні       |                            |
| 2019 | Маяк      | Так     | Так       | Так      | Співсценарист: Макс Еґґерс |
| 2022 | Варяг     | Так     | Так       | Ні       | Співсценарист: Сьйоун      |
| 2024 | Носферату | Так     | Так       | Так      |                            |
| 2026 | Werwulf   | Так     | Так       | Так      | Співсценарист: Сьйоун      |

### Інші роботи
| Рік  | Назва                                     | У ролі  | У ролі    | У ролі               | Примітки         |
| Рік  | Назва                                     | Режисер | Сценарист | Художник-постановник | Примітки         |
| ---- | ----------------------------------------- | ------- | --------- | -------------------- | ---------------- |
| 2007 | Гензель та Гретель                        | Так     | Так       | Так                  | Короткометражний |
| 2008 | Серце-казка                               | Так     | Так       | Так                  | Короткометражний |
| 2009 | Малюнок із життя                          |         |           | Так                  | Короткометражний |
| 2010 | Прелюдія та фуга                          |         |           | Так                  | Короткометражний |
| 2010 | Історії сповіді: Добровільне прокляття    |         |           | Так                  | Короткометражний |
| 2010 | Історії сповіді: перша сповідь            |         |           | Так                  | Короткометражний |
| 2010 | Чудовисько                                |         |           | Так                  | Короткометражний |
| 2011 | Кравець                                   |         |           | Так                  | Короткометражний |
| 2011 | П'ять етапів горя                         |         |           | Так                  | Короткометражний |
| 2011 | Розкажіть своїм друзям! Концертний фільм! |         |           | Так                  | Документальний   |
| 2011 | В Соснах                                  |         |           | Так                  | Короткометражний |
| 2012 | Анемона                                   |         |           | Так                  | Короткометражний |
| 2012 | Спадщина                                  |         |           | Так                  | Короткометражний |
| 2012 | Естер                                     |         |           | Так                  | Короткометражний |
| 2013 | Будинок на краю Галактики                 |         |           | Так                  | Короткометражний |
| 2013 | Vivace!                                   |         |           | Так                  | Короткометражний |
| 2013 | Духовий кабінет                           |         |           | Так                  | Повнометражний   |
| 2014 | Роза                                      |         |           | Так                  | Короткометражний |
| 2015 | Брати                                     | Так     | Так       |                      | Короткометражний |